# Скарб (фільм, 1988)
«Скарб» (рос. «Клад») — радянський комедійний телефільм 1988 року, знятий режисером Віктор Сергєєв на ТО «Екран».

## Сюжет
Під час польових робіт водії знаходять скарб золотих монет. Герої не проти здати його державі, але ніхто не хоче брати відповідальність за збереження скарбу.

## У ролях
- Лев Дуров — Петрович
- Сергій Паршин — Михайло
- Дмитро Харатьян — Генка
- Михайло Глузький — Іван Андрійович, підполковник міліції
- Лідія Федосєєва-Шукшина — Ксенія Миколаївна, дружина Петровича
- Борис Клюєв — керуючий «Сільгосптехніки»
- Людмила Соловйова — Віра
- Павло Махотін — голова виконкому
- Ольга Волкова — директор ювелірного магазину
- Михайло Васьков — Бєлянчиков, слідчий
- Надія Смирнова — Наташа, секретар голови виконкому
- Леонід Тимцуник — прокурор
- Віра Івлєва — старший касир виконкому
- Григорій Лямпе — Іван Соломонович, начальник районного фінансового відділу
- Варвара Котова — дочка Віри
- Віктор Весьолкін — представник міжколгоспбуду
- Георгій Мартирос'ян — шофер
- Галина Буканова — потерпіла
- Георгій Шахет — шофер
- Петро Складников — епізод
- Микола Сморчков — заступник голови райвиконкому
- Олександр Лебедєв — член виконкому
- Микола Ряснянський — епізод
- Гліб Плаксін — іноземний турист
- О. Глушкевич — епізод
- Ігор Воробйов — епізод
- А. Міхєєв — епізод
- Віктор Чибінцев — Пилипенко, лейтенант-сапер
- Михайло Бичков — епізод
- Олена Бабак — епізод
- Анатолій Нємов — епізод
- Олександр Пряхін — епізод
- Г. Федорова — епізод
- А. Шпарік — епізод
- Микола Маліков — епізод

## Знімальна група
- Режисер — Віктор Сергєєв
- Сценарист — Володимир Кунін
- Оператор — Валентин Халтурін
- Композитор — Володимир Дашкевич
- Художник — Олександра Конардова